# Pristimantis galdi
Pristimantis galdi es una especie de anfibio anuro de la familia Craugastoridae.

## Distribución
Esta especie habita entre los 1000 y 1975 m de altitud:
- en Ecuador:
  - entre los 1000 y 1800 m de altitud en la vertiente oriental de la Cordillera Oriental;
  - entre los 1700 y 1975 m sobre el nivel del mar en la cordillera Cutucú;
  - entre los 1500 y 1550 m sobre el nivel del mar en la Cordillera del Cóndor;
- en Perú, a una altitud de aproximadamente 1700 m en la provincia de Bagua en la región de Amazonas y en la provincia de Huancabamba en la región de Piura.[4]

## Publicación original
- Jiménez de la Espada, 1870 : Faunae neotropicalis species quaedam nondum cognitae. Jornal de sciencias mathematicas, physicas e naturaes, Academia Real das Sciencas de Lisboa, vol. 3, p. 57-65[5]